# مانل ناوارو
مانل ناوارو (به انگلیسی: Manel Navarro) (زاده ۷ مارس ۱۹۹۶) خواننده، ترانه سرا اسپانیایی است.
او در مسابقه آواز یوروویژن ۲۰۱۷ نماینده اسپانیا بود .